# Hylaeus lateralis
Hylaeus lateralis är en biart som först beskrevs av Smith 1879.  Hylaeus lateralis ingår i släktet citronbin, och familjen korttungebin. Inga underarter finns listade i Catalogue of Life.

## Bildgalleri

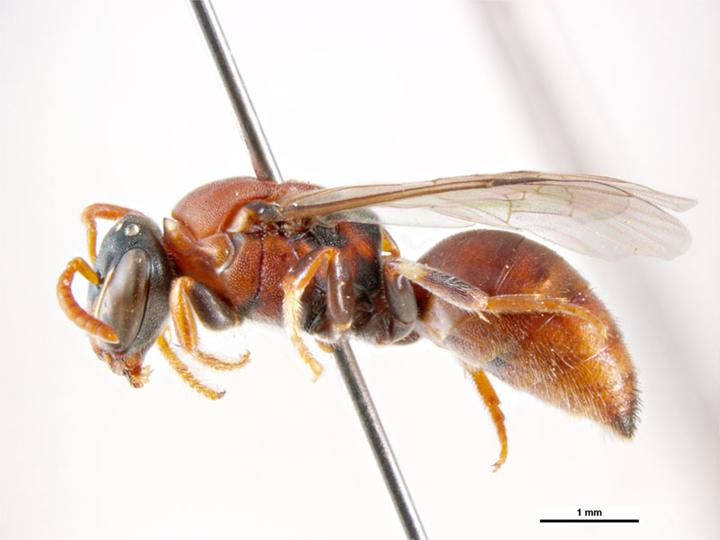
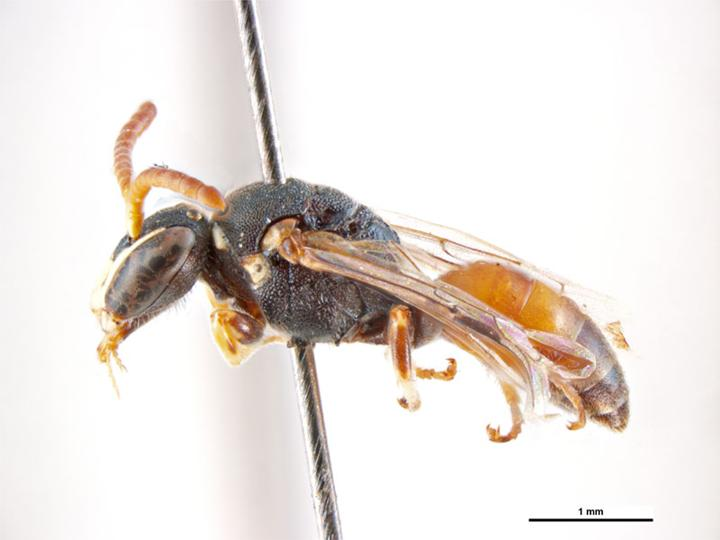